# Dourado
Der Dourado (Salminus brasiliensis), auch Südamerikanischer Lachssalmler, engl. Golden Dorado, Salmo Characin, span. auch Tigre de Rio, Damita oder Pirayú genannt, gehört zu den großen Forellen-Raubsalmlern und lebt in tropischen und subtropischen Flüssen Südamerikas.

## Systematik
Obwohl der Dourado den wissenschaftlichen Namen Salminus trägt, ist er weder mit den Lachsen noch mit dem im Salzwasser lebenden Dorado verwandt. Synonyme Bezeichnungen sind Salminus maxillosus, Salmo auratus und Salmo dorado. Nach Ansichten einiger Wissenschaftler handelt es sich um drei Unterarten: S. maxillosus, S. brasiliensis und S. hilarii.

## Beschreibung
Der Dourado besitzt einen großen Kopf mit kräftigen Kiefern, welche mit scharfen Zahnreihen besetzt sind. Die Geschlechtsreife tritt ca. ab einer Länge von 37 Zentimetern ein, in dieser Periode bilden die Fische ihre typische grün bis gold-irisierende Färbung aus. Die Flossen sind meist hell gelblich bis orangefarben. Ähnlich wie die Salmoniden besitzen Salminus-Arten eine Fettflosse.
Die bis 9 Jahre alt werdenden Dourados erreichen durchschnittlich ein Gewicht von drei bis zehn Kilogramm. Der größte bislang mit der Angel gefangene Rekordfisch war 1 Meter lang und wog 31,4 Kilogramm.

## Verbreitung
Der Dourado ist im Flusssystem des Río de la Plata heimisch und ist in den großen Flüssen Rio Paraná, Río Paraguay Río Uruguay in Brasilien, Paraguay, Argentinien und Uruguay verbreitet. In Bolivien kommt er im Rio Chapare und Rio Mamoré vor. Im Oberlauf des Amazonas wurde er vermutet, jedoch nicht nachgewiesen.
Vereinzelt kommt er in einigen Flüssen des Rio São Franciscos wie dem Rio Paraopeba oder Rio Cipó vor. Teilweise sind sie auch in einigen Stauseen verbreitet, die von einem Fließgewässer mit Sauerstoff angereichert werden. Im Rio Iguaçu und zugehörigen Salto Santiago Stausee, einer biogeographischen Region mit hoher Biodiversität und endemischer Ichtyofauna,  im brasilianischen Bundesstaat Paraná wurden die Raubfische eingeführt und haben sich mittlerweile etabliert, dabei jedoch lokale Fischarten verdrängt.

## Lebensweise
Salminus brasiliensis ist ein typischer tagaktiver  Raubfisch, der als Hetzjäger eine große Bandbreite von Futterfischen im Freiwasser jagt. Zu seiner häufigsten Beute gehört der im gleichen Habitat lebende Sabalo Prochilodus lineatus, welche Schulen bilden und zwischen ein bis vier Kilogramm schwer werden. Weitere Arten sind Leporinus obtusidens, Pimelodus spp., Parapimelodus valenciennesi und der Palometa (Serrasalmus marginatus), sowie Krustentiere. Dourados leben solitär oder in kleinen Gruppen und halten sich vorwiegend in schnellfließenden Gewässerzonen wie zum Beispiel Stromschnellen auf, wo sie dank ihres muskulösen Körpers hohe Geschwindigkeiten bei der Jagd erreichen können.
Die Laichzeit findet in den Monaten Oktober bis November zur Regenzeit statt. Im Pantanal-Sumpfgebiet der brasilianischen Bundesstaaten Mato Grosso und Mato Grosso do Sul wird diese Periode Piracema genannt, wenn u. a. auch der Dourado die Wanderung zu seinen Laichgebieten beginnt. Fischen ist in dieser Zeit streng untersagt und wird von den brasilianischen Bundesbehörden überwacht.
Mehrere Milchner folgen einem Rogner, welches auf Kiesgrund bis zu 200.000 Fischeier ablaicht. Ihre Population kann sich je nach Gewässertyp alle 1,5 bis vier Jahre verdoppeln.
Der Dourado bevorzugt Wassertemperaturen zwischen 24 und 28 °C und benötigt sauerstoffreiches und nitratarmes Wasser für ideale Lebensbedingungen.

## Nutzung
Der Dourado hat bei Sportanglern den gleichen hohen Stellenwert wie der Lachs. Seine große Beliebtheit beruht einerseits auf seinem festen und sehr wohlschmeckenden Fleisch, und andererseits durch seine hohen Sprünge, Aggressivität und Kampfkraft, die an Flüssen mit häufigem Vorkommen internationalen Angeltourismus haben entstehen lassen. Als beste Monate zum Fang der Dourados gelten der Oktober und der November. Als bester Monat zum Fang von kapitalen Exemplaren gilt der Monat Mai. In Paso de la Patria an der Mündung des Río Paraguay in der Provinz Corrientes in Argentinien, einem der besten Fanggebiete für den Dourado am Río Paraná, findet alljährlich im August das Festival de la Pesca del Dorado statt.
Das Angeln auf den Dourado unterliegt einer strengen "Catch & Release" Regelung die besonders in Argentinien strengstens verfolgt wird, außerdem gelten lokal vorgegebene Schonmaße.
Salminus brasiliensis eignet sich bei entsprechender Sauerstoffzufuhr auch für die Aquakultur. Dourados können als Jungfische bis zu einer gewissen Größe auch in Aquarien gehalten werden.

## Bedrohung
Wildbestände des Dourados sind durch Überfischung, Gewässerverschmutzung und Kraftwerkbau am Rio Paraná wie zum Beispiel der Yacyretá-Staudamm stark dezimiert worden. 2005 wurde in Argentinien per gesetzlichen Dekret der Dourado zu einem Fisch von nationalem Interesse erklärt. In den 1980er Jahren wurden jährlich noch 200 Tonnen Dourados gefangen, die Fangquote ging kontinuierlich zurück. Mittlerweile sind am Yacretá-Staudamm Fischleitern und -treppen gebaut worden, um dem Fisch ähnlich wie dem Lachs in Europa den Laichaufstieg zu ermöglichen. Mittlerweile haben sich die Bestände im Naturreservat Esteros del Iberá gut erholt. Natürliche Feinde der Dourado-Jungfische sind Kaimane und Palometa-Piranhas.
Derzeit läuft ein Forschungsprojekt zur Untersuchung der Douradopopulationen in den Flüssen Paraná, Uruguay und Guaíba.